# Kriegerdenkmal Mertendorf

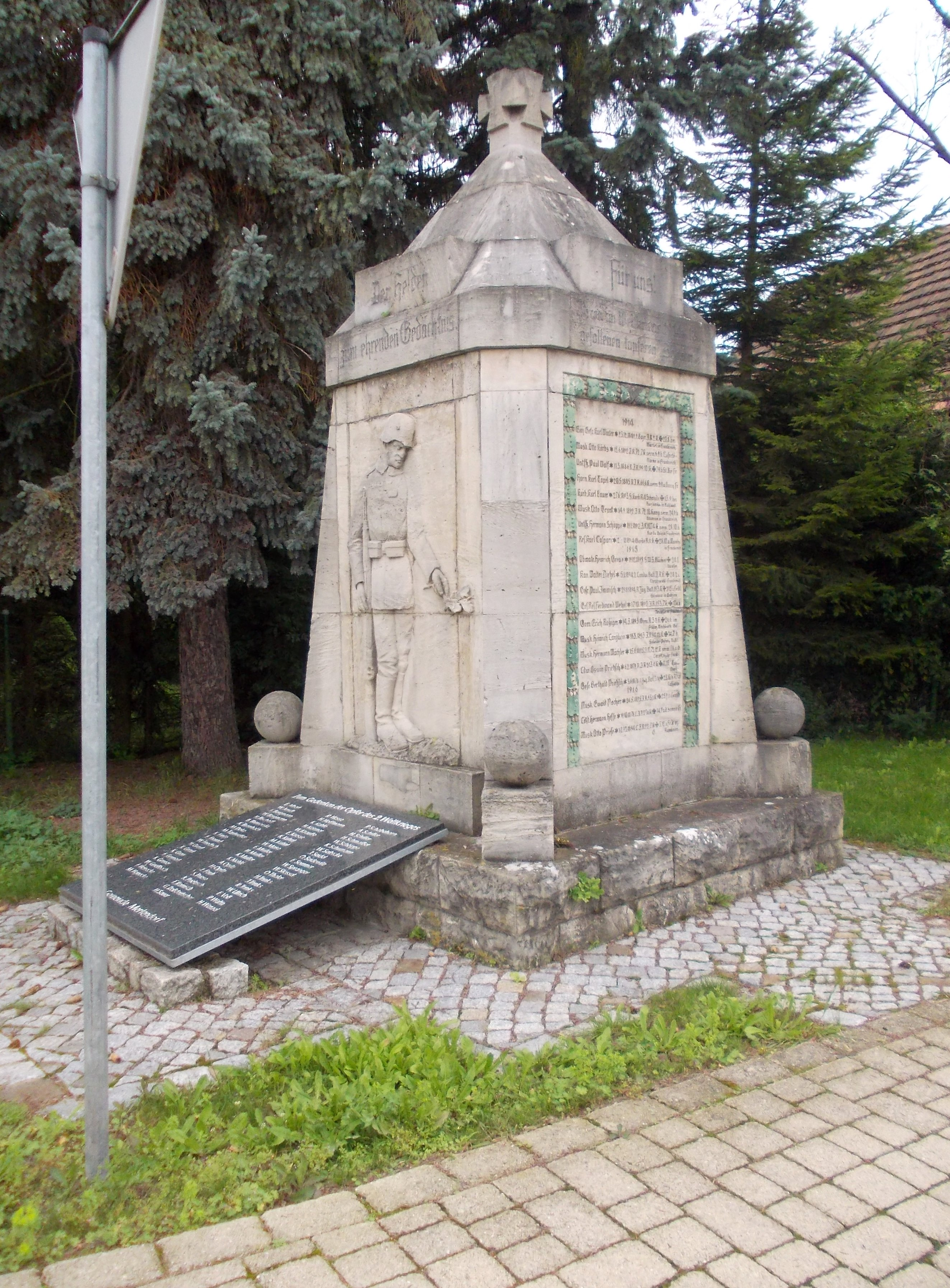
Kriegerdenkmal in Mertendorf

Das Kriegerdenkmal Mertendorf ist ein denkmalgeschütztes Kriegerdenkmal in der Gemeinde Mertendorf in Sachsen-Anhalt. Im örtlichen Denkmalverzeichnis ist die Gedenkstätte unter der Erfassungsnummer 094 83506 als Baudenkmal verzeichnet.

## Geschichte
Das Kriegerdenkmal von Mertendorf steht an der Kreuzung Wettaburger Straße – Straße des Friedens in Mertendorf. Es handelt sich um eine Stele aus Kalkstein, die von einem Eisernes Kreuz gekrönt wird. Das Denkmal wurde 1922 errichtet. Die Vorderseite des Denkmales ist mit einem stehenden Krieger verziert und an den beiden Seiten befinden sich die Gedenktafeln für die Gefallenen des Ersten Weltkriegs. Die Inschrift für die Gefallenen des Ersten Weltkriegs lautet Den Helden zum ehrenden Gedächtnis In Treue 1922 Für uns! Ihren im Weltkrieg 1914-18 gefallenen tapferen Söhnen Heimat, laß sie nicht umsonst gestorben sein. Für die Gefallenen des Zweiten Weltkriegs wurde am Boden vor der Stele eine Tafel dazu gefügt, mit der Inschrift Zum Gedenken der Opfer des 2. Weltkrieges. Es werden jeweils die Namen der Gefallenen mit genannt.
Vor der Kirche befindet sich eine weitere Stele für die Gefallenen der Kriege von 1866 und 1870/71.

## Quelle
- Kriegerdenkmal Mertendorf, abgerufen am 18. September 2017.